# Luciferina (molécula)

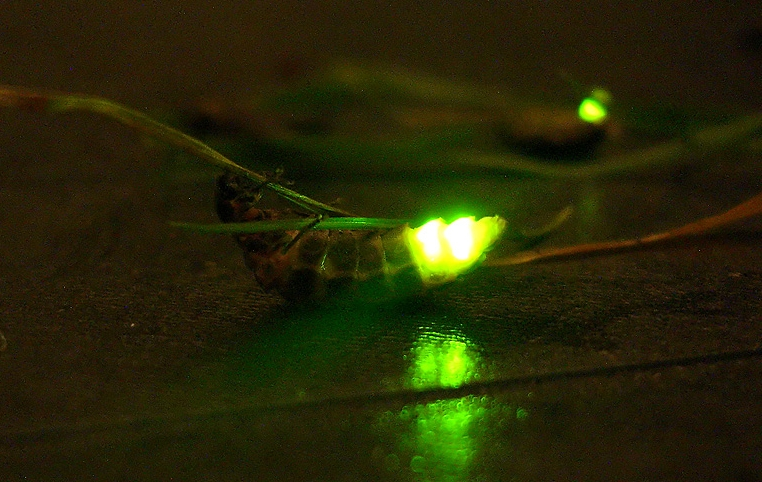
Un lampírido del grupo Lampyris noctiluca. Gracias a una reacción bioquímica con luciferinas específicas de la especie obtiene luz.

Las luciferinas son compuestos que se utilizan para la obtención de luz en organismos bioluminiscentes. Mediante la actividad catalítica de la enzima luciferasa correspondiente, reaccionan con oxígeno (oxidación). Por el cambio, la mayoría de los grupos funcionales eliminados de la luciferina liberan energía en forma de luz. Tanto las luciferinas como las luciferasas son taxón específica, es decir características de cada especie.

## Historia
A comienzos del siglo XVIII René Réaumur observó que el polvo seco y molido de organismos bioluminiscentes brillaba al ponerles en contacto con agua. Las primeras investigaciones sobre el sistema de luciferina-luciferasa se le atribuyen al francés Raphaël Dubois, que en 1885 descubrió mediante su trabajo con luciérnagas y con el bivalvo Pholas dactylus en 1887, que en el fenómeno de la Bioluminiscencia existían un par de sustancias; una de ellas se consumía en presencia de la otra, la cual actuaba como catalizador y cuya consecuencia era la emisión de luz por parte de algunos organismos. Dicha sustancia que se consumía se denominó luciferina, la cual no se destruye por el calor. El otro componente lábil al calor, descrito por Dubois se denominó luciferasa. Hoy en día, la luciferasa es la enzima que convierte la luciferina en asociado reducido.
Las siguientes investigaciones fueron realizadas por el estadounidense Edmund Newton Harvey a principio del Siglo XX. Él encontró que hay una especificidad del sistema luciferina-luciferasa para diferentes especies. Así, luciferinas de una especie no pueden ser producida por otra especie. Por último, cualquier sistema bioluminiscente requiere oxígeno, lo que ya había sido observado por Robert Boyle en el siglo XIX.

## Propiedades
Al parecer los sistemas bioluminiscentes no guardan relación evolutiva entre ellos, es decir no son homólogos. Dichos procesos se presentan en unos 17 grupos de insectos diferentes y en por lo menos unas 700 especies adicionales, en su gran mayoría marinas. Se han desarrollado una gran cantidad de estudios filogenéticos de los sistemas luciferina-luciferasa, y se han hallado más de 30 orígenes independientes.

### Definición
La definición clásica habla de que el complejo luciferasa-luciferina es el que proporciona la luz. La luciferasa, mediante la utilización de oxígeno, modifica a la luciferina. En algunos casos se hace uso de cofactores como ATP o iones. La luciferina oxidada pasa a un estado de transición I y después alcanza frecuentemente una descarboxilación y muchos pasos intermedios hasta un sustrato P* activos eléctricamente. Este se descompone rápidamente (pocos nanosegundos) en su sustrato base P y emite durante este proceso fotones. Normalmente las luciferinas modificadas son también fluoróforos, ya que al irradiarlos con luz pueden pasar a un estado activado.

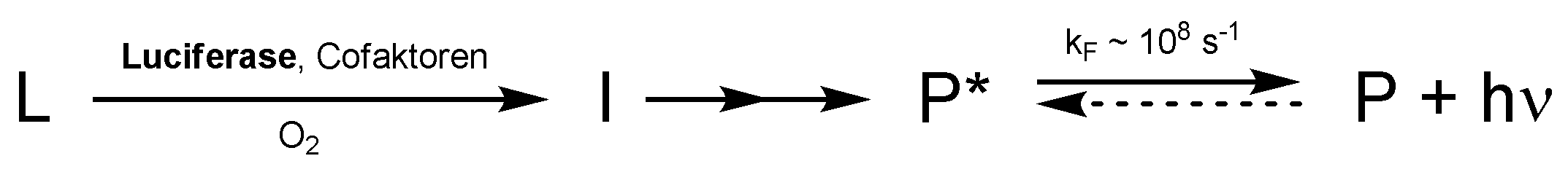
La luciferina (L) se modifica mediante utilización de oxígeno por las luciferasas, ahí se forma un intermediario I y por último en un sustrato activo eléctricamente P^{*}. Después de un corto tiempo de vida se emiten fotones y el sustrato base P se alcanza.

### Principios
Para pasar al sustrato activado P*, se requiere bioquímicamente de mucha energía. La emisión de fotones con una longitud de onda de 500nm (verde, energía de aproximadamente 2 eV/fotón) se utiliza 250 kJ/mol- en comparación: la hidrólisis de ATP a ADP +P libera 30kJ/mol. Además sólo se puede liberar energía en un paso.
El principio más recurrente es la creación de un tetra anillo de dioxetano, como por ejemplo dioxetano (α-peroxilactona). Después de una exitosa descarboxilación se genera el sustrato activado.

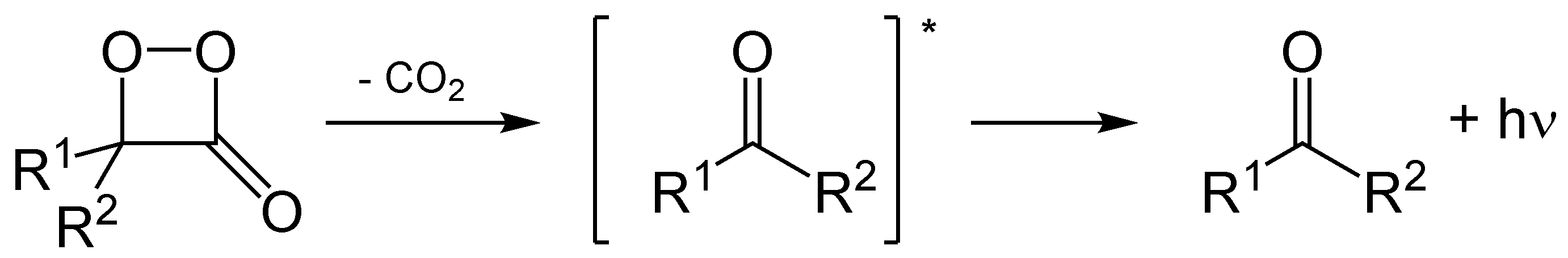
Un dioxetano es inestable y se descompone por separación de CO_{2}. Esto da origen a una cetona en estado activado.

En algunos casos la fluorescencia no actúa como se espera, por ejemplo en estudios en vitro (en tubos de ensayo). Para ello existen muchas causas. Así se emiten en el complejo enzima-luciferina durante la oxidación diferencias que las luciferinas libres al estímulo de la luz. A veces la energía se traslada a un segundo fluoróforo, como sucede por ejemplo con la aequorina a GFP en Aequorea victoria.

### Eficiencia cuántica Q
Si la transformación de una luciferina por su luciferasa correspondiente es eficiente, se determina la eficiencia cuántica Q. Se le define como el número de fotones emitidos por molécula transformada de luciferina. Debido a la definición, el punto máximo es Q=1, esto quiere decir, que por cada molécula transformada de luciferina un fotón de luz se libera. La mayor eficiencia cuántica que se ha comprobado es la de la luciérnaga Photinus pyralis con Q=0.41.

## Tipos de Luciferina
Existen muchos tipos de sistemas luciferina-luciferasa. Hay cuatro clases principales de estos, en los cuales la transformación de la luciferina por la luciferas pasa a un estado activado electrónicamente y así se vuelve un proporcionador de luz.

### La luciferina de las luciérnagas, un benzotiazol

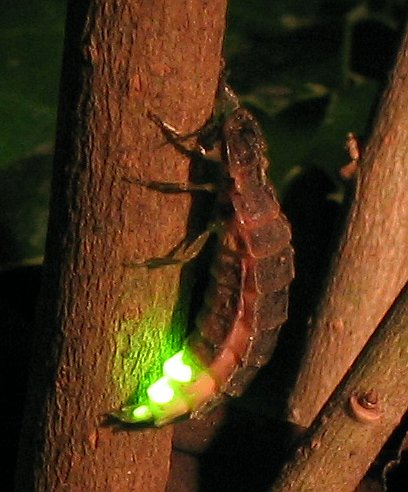
Un gusano que brilla de la especie Lampyris noctiluca

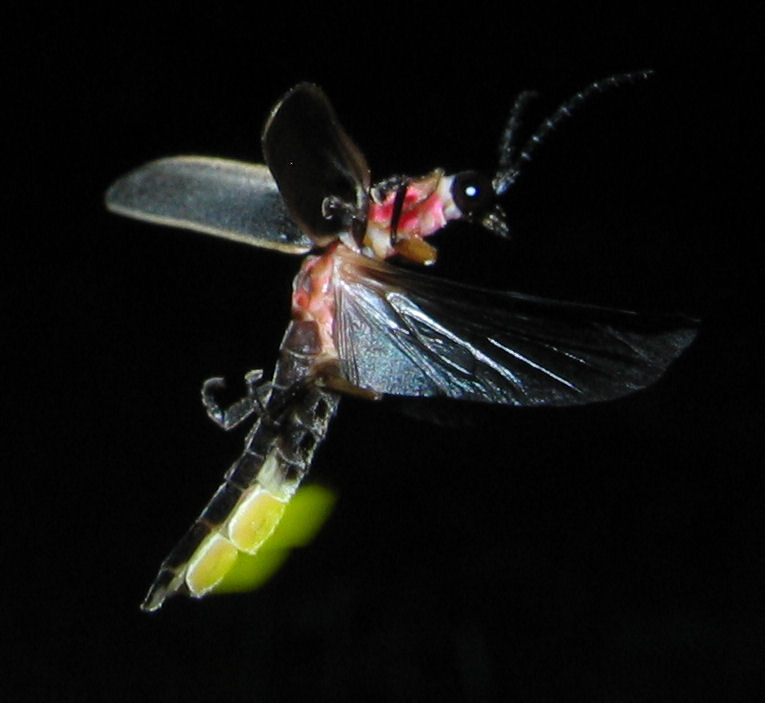
Photinus pyralis en vuelo

Los insectos bioluminiscentes se encuentran presentes en los cuatro órdenes Collembola, Hemiptera, Coleoptera y Diptera. Aunque sólo se investigan de los dos últimos para sistemas de bioluminiscencia. En coleoptera (escarabajos) se encuentran representantes que emiten luz de las familias: phengodidae, elateridae (elatéridos) así como Lampyridae (lampíridos).
La luciérnaga Photinus pyralis pertenece a la familia de lampyridae. Fue utilizada en los estudios de Dubois sobre el complejo Luciferina-Luciferasa (comparar arriba). Los primeros estudios científicos de reacciones de bioluminiscencia se realizaron en 1917 por Harvey. Aparte este sistema de luciferina-luciferasa es el más estudiado.

#### Reacción de bioluminiscencia

Fórmula estructural de la D-Luciferina de la luciérnaga Photinus pyralis. Se le acorta como LH_{2}

En la reacción, gracias a la luciferasa se transforma el sustrato D-Luciferina (LH2), un benzotiazol, bajo consumo de oxígeno. Los trabajos de William D. McErloy a finales de los años 1940 enseñaron, que para la reacción se utilizaban como cofactores ATP e iones de magnesio:
{\displaystyle \mathrm {LH_{2}+O_{2}+ATP{\xrightarrow[{Mg^{2+}}]{Luciferase}}\ oxy{\text{-}}L+CO_{2}+AMP+PP_{i}+h\nu } }
En comparación a las luciferinas de otros sistemas, la lucferina de las luciérnagas es una unión relativamente estable. El punto de fusión es de 205-210 °C. Su coeficiente de extinción molar (absortividad) a una longitud de onda de 328nm es de ε = 18.200 M−1·cm−1. La luciferina fluoresce y tiene un máximo de emisión en  λmax = 537 nm.
La luciferasa (EC 1.13.12.7) de la luciérnaga tiene un peso molecular de ca. 60-62 kDa, en la P.pyralis exacto en 61kDa, y está conformada por 550 aminoácidos. Cataliza la descarboxilación oxidativa de la luciferina a oxiluciferina (oxi-L, ver en esquema). La reacción corre en los peroxisomas de las células del órgano lumínico. La estructura de la luciferasa de P. pyralis se presentó por primera vez en 1956 con una resolución de 200 pm. Para el análisis se necesitaron grandes cantidades de luciérnagas que obtuvieron gracias a niños, que por cada ejemplar se les pagaba un centavo.
Sin sustrato unido, las luciferasas están en una conformación abierta; una región con un aminoácido grande N-terminal y uno pequeño C-terminal forman un profundo surco. Con unión a sustrato se produce un cambio conformacional para cerrar el surco. A mediados de 1980 se pudo de manera exitosa introducir la luciferasa en el genoma de la bacteria E. coli y expresarse. Las luciferasas de la familia lampyridae están conformadas de manera similar entre sí. Las diferencias determinan el color de la luz emitida. De acuerdo a la especie el máximo de emisión λmax  de la luz liberada está entre 530 nm (verde) y 635 nm (roja).
La reacción corre en vitro de manera óptima en un pH de 7.8 y a una temperatura entre 23-25 °C. In vivo, el color de la luz emitida es amarillo-verde hasta amarillo (552-582 nm). En el laboratorio la reacción puede tener un rango muy amplio de coloración. En medio ácido la luz toma un color rojo (615 nm), en medio neutro amarillo-verde.

#### Mecanismo de reacción

Mecanismo de reacción de la luciferina

El mecanismo de reacción específico es conocido. Mediante ATP ocurre una adenilicación del grupo carboxilo de la D-Luciferina, donde el pirofosfato se libera (1, en el esquema). Gracias a esta activación se puede extraer el electrón del carbono C4, y se forma un carbanión (2). Por ello se puede oxigenar la luciferina en el carbono C4 y se forma un peróxido orgánico lineal(3). Este forma bajo ruptura de AMP un anillo de dioxetano (4). Por descarboxilación se forma la oxiluciferina, que se puede presentar como monoanión (forma cetónica), 5) o como dianión (forma de enol). En ambos casos la oxiluciferina se encuentra en un estado activado. Se descompone liberando fotones (luz roja o luz amarilla-verde) volviendo a su estado basal. La oxiluciferina no se ha aislado de forma pura debido a su extrema inestabilidad.
El mecanismo de reacción con la formación de dioxietano fue estipulado a finales de 1970 gracias a los trabajos de Shimomura. Utilizó isótopos marcados de 18O en la reacción (H218O específicamente 18O2). Los resultados de estos trabajos derribaron la hipótesis de que la oxiluciferina se formaba a partir del rompimiento de enlaces lineales. De ser así, el dióxido de carbono liberado contendría un átomo de oxígeno proveniente del agua. En realidad viene del oxígeno.
La eficacia luminosa de esta reacción es alta, ya que la eficacia cuántica Q en un pH de 8.5 está en 0.41.

#### Síntesis

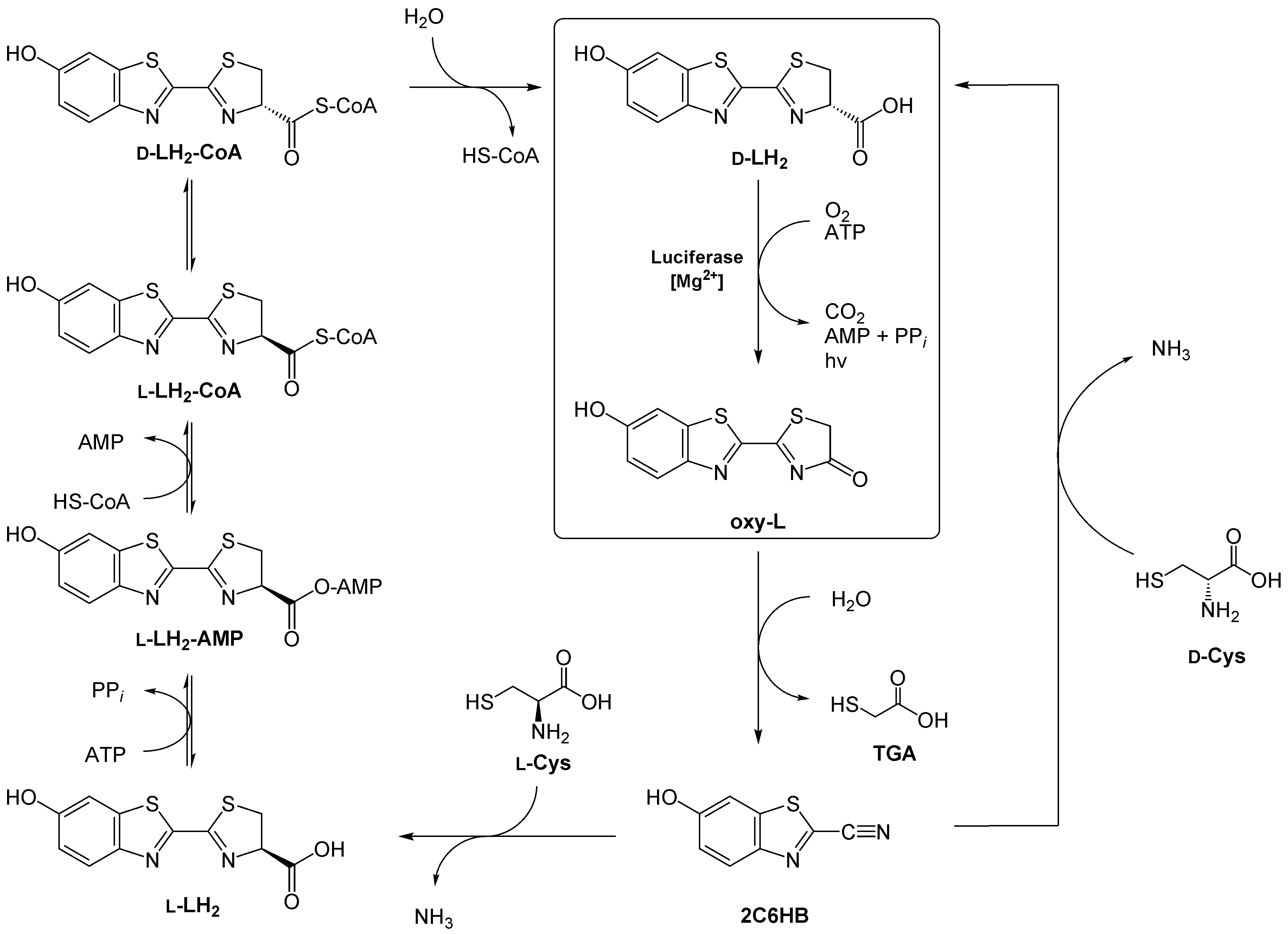
Dos mecanismos propuestos para la regeneración de D-luciferina a partir de oxiluciferina, basados... Abreviaciones: LH_{2} Luciferina; HS-CoA Coenzima A; 2C6HB 2-Ciano-6-hidroxibenzotiazol; L oxiluciferina; Cys Cisteína; TGA ácido tioglicólico.

No está muy claro la manera en la que se sintetiza la luciferina en los insectos. Se sabe que la D-luciferina no se toma de forma directa de los escarabajos (los escarabajos hembra del género Photuris, se comen a los machos del género Photinus).
En la literatura se discuten dos caminos metabólicos para su síntesis:
- Una posibilidad está en que después de la reacción lumínica la oxiluciferina se recicla a luciferina. El paso clave es que a la oxiluciferina se le transforma en 2-ciano-6-hidroxibenzotiazol (2C6HB), por la enzima regeneradora de luciferina (LRE).,[16] por ejemplo en Photinus pyralis, se cataliza: 2C6HB se condensa con D-cisteína a D-luciferina. Esta reacción de condensación también se utiliza en la síntesis de luciferina (ver esquema camino de la derecha). Una ruta alternativa sobre la 2C6HB está en que la L-cisteína forma L-luciferina. Acto seguido de pasos intermedios que llegan a D-luciferina (ver esquema camino izquierdo).[17]

Las dos opciones de caminos de biosíntesis sobre 2C6HB todavía tienen problemas:
Así no se sobreproduce la enzima regeneradora de luciferina en los órganos productores de luz de los escarabajos. Ya que la oxiluciferina en soluciones acuosas es inestable, se esperaría que ahí, la LRE estuviera en gran cantidad. Además puede ser que el tan reactivo 2C6HB no solo reaccionar con cisteína sino con muchos otros metabolitos. No se tiene claro, de donde está el origen de la D-cisteína y como se podría discriminar entre la L-cisteína y la D-cisteína. La L-cisteína reacciona con 2C6HB produciendo L-luciferina, que puede ser tomada por la luciferasa pero inhibe la reacción lumínica. Por otro lado la enzima no podría verificar si la isomerización se catalizó.
Por ello no se tiene en claro como los escarabajos (o simbiontes) podrían sintetizar el benzotiazoleno.

Ruta biosintética propuesta para la luciferina de L. lateralis. El paradero del primer átomo de carbono de la primera L-cisteína construido está en color.

- En la luciérnaga Luciola lateralis endémica de Japón se demostró por experimentos de marcado, que la luciferina en ejemplares adultos se sintetizaba a partir de hidroquinona específicamente 1,4-benzoquinona.[19]  Una 1,4-benzoquinona se pega dos veces en la L-cisteína, así se genera la forma L o D de la luciferina. La isomerización de L a D se sigue estudiando. Ya que la 1,4-bezoquinona en grandes concentraciones es tóxica, se libera un poco antes de la síntesis. Aquí se hipotetiza por científicos que la arbutina glucósida se dispone como conexión de hidroquinona, que después se oxida a 1,4-benzoquinona.

#### Orígenes evolutivos

La conformación predilecta del ácido araquidónico (arriba) y luciferina de las luciérnagas (abajo) presentan similitudes. Ambas pueden reaccionar con la Coenzyma A

Probablemente la reacción luciferina-luciferasa de las luciérnagas se originó de una función biológica totalmente diferente. Se sospecha que la molécula de luciferina tuvo lugar en caminos evolutivos posteriores y originó una reacción luminosa. Para ello también habla que la luciferasa también condensa de manera eficiente a la coenzima A en la molécula de luciferina y así cumple la función de una clásica CoA-ligasa de ácidos grasos largos. La luciferasa puede en esta relación también utilizar ácidos grasos como el ácido araquidónico, que comparte características estructurales con la luciferina.
Debido a esta actividad catalítica extra pudo ser la luciferasa primitiva una CoA-ligasa de ácidos grasos largos. Debido al surgimiento de la luciferina y la reacción lumínica que se produce con ella originó una ventaja selectiva: Con ello la reacción de adenilación con el paso el tiempo se cambió.
Esta tesis se demostró en el tenebrio molitor que no es luminiscente. Este no tiene luciferina, pero sí CoA-ligasa de ácido grasos largos. Es interesante que al darle luciferina también se puede observar una reacción lumínica. Pero sin muchos conocimientos sobre la biosíntesis de la luciferina de las luciérnagas es difícil el análisis evolutivo.

#### Luminiscencia de otros insectos

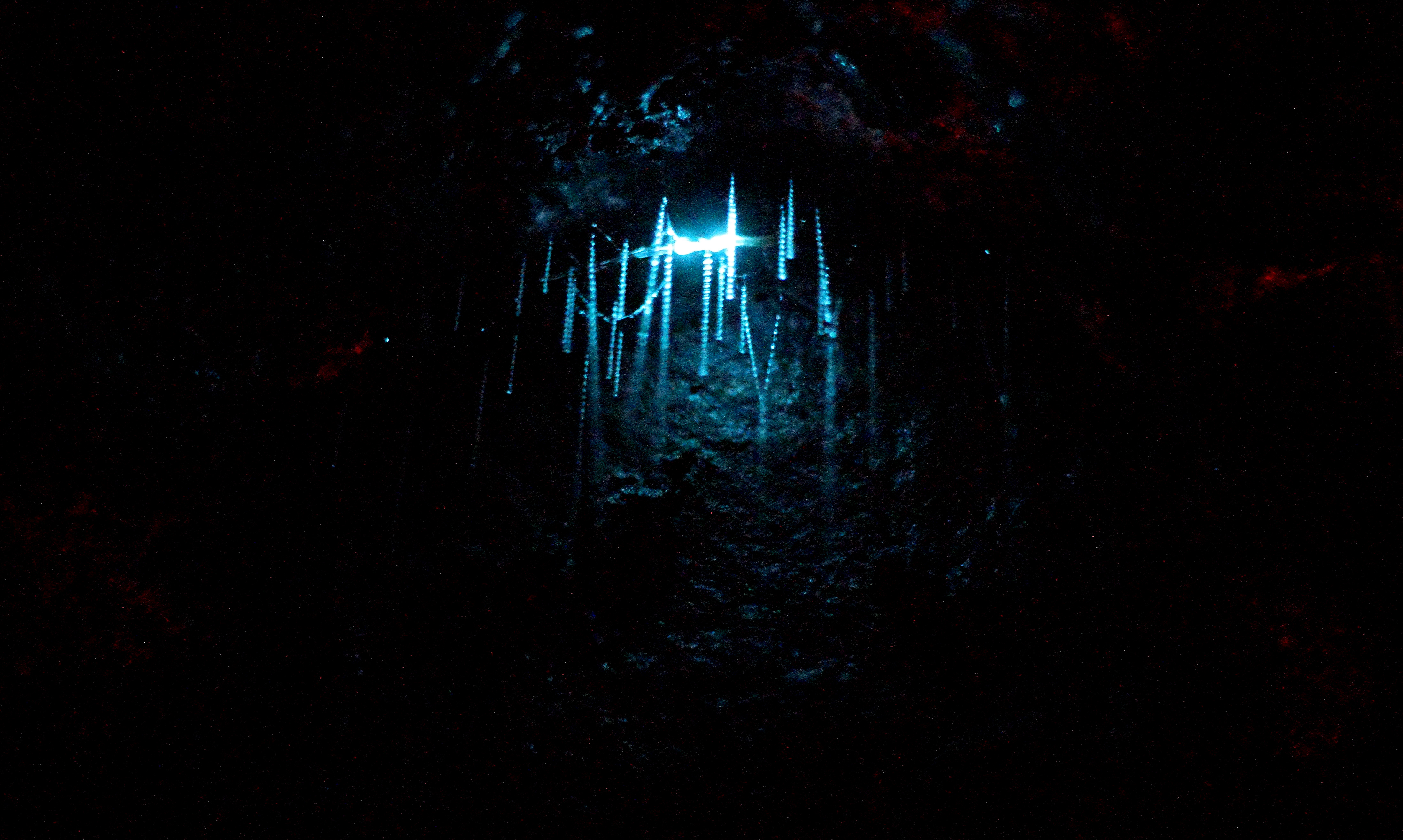
Bioluminiscencia de Arachnocampa luminosa en una cueva de Nueva Zelanda.

También en insectos con luminiscencia de las otras familias Phenogodidae y Elateridae se presenta la luciferina de las luciérnagas. Así los sistemas de bioluminiscencia de los Phenogodidae (por ejemplo Phrixothrix, en inglés „railroad worm") los Elateridae (por ejemplo el escarabajo click Pyrophorus noctilucus) con los de las luciérnagas son idénticos. En los primeros sólo las larvas presentan bioluminiscencia, los ejemplares adultos no.
Por el contrario los Diptera (Arachnocampa o Orfelia) no tienen ninguna característica igual a la luciferina de las luciérnagas. Las de la larva norteamericana de la familia mycetophilidae emanan luz azul (λmax = 460 nm), generada en el insecto. Estos viven por ejemplo en las cuevas de Waitomo.

#### Dehidroluciferina
Se vio in vitro que la D-Luciferina adenilada (D-LH2·AMP) pegada a una enzima puede hacerse reaccionar en una reacción. Aquí reacciona sin luz con oxígeno a peróxido de hidrógeno y dehidroluciferina (L·AMP). Al final se libera de la luciferasa pirofosfato generando ATP.
La L·AMP es un potencial inhibidor de la luciferasa. Si la generación de dehidroluciferina también se presenta bajo condiciones fisiológicas, no se sabe. Por lo menos se puede rápidamente cambiar el peróxido dañino en los peroxisomas.

### Tetrapirrol, la luciferina de los dinoflagelados y Euphausiidae

Bioluminiscencia de dinoflagelados por el rompimiento de las olas
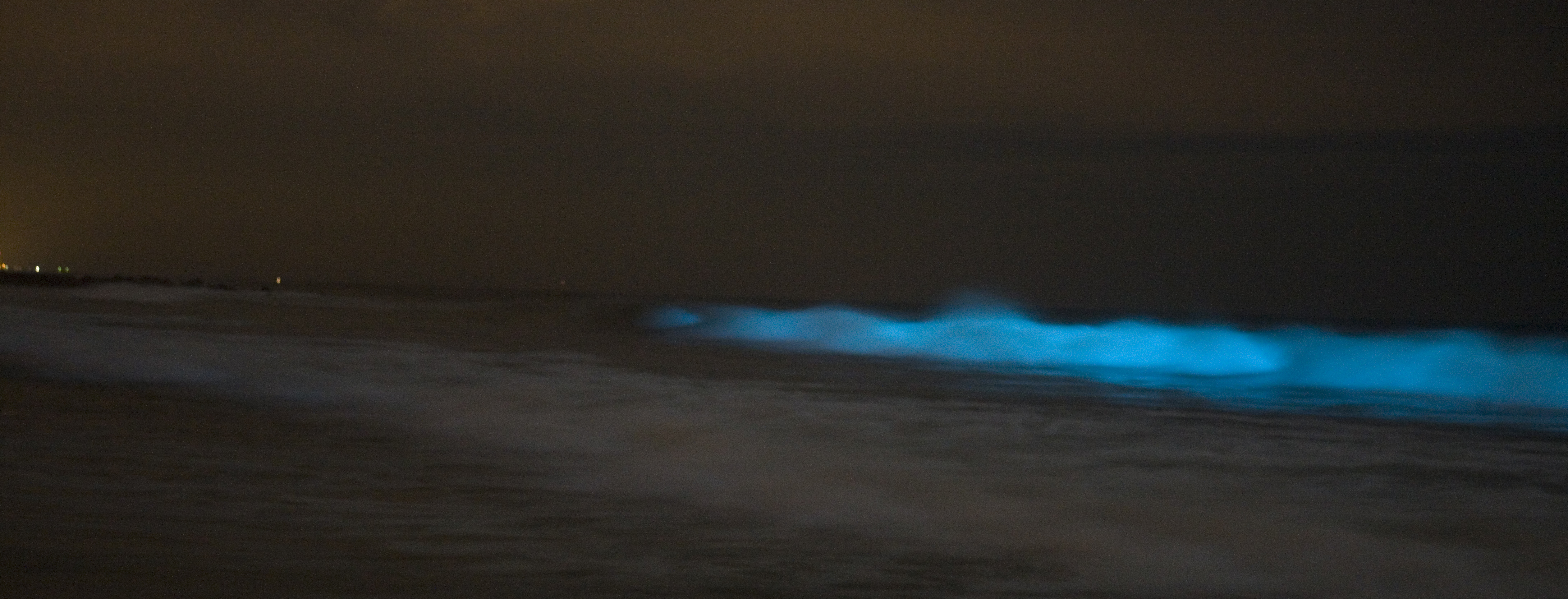
Playa cerca de Manasquan (Nueva Jersey, Estados Unidos)
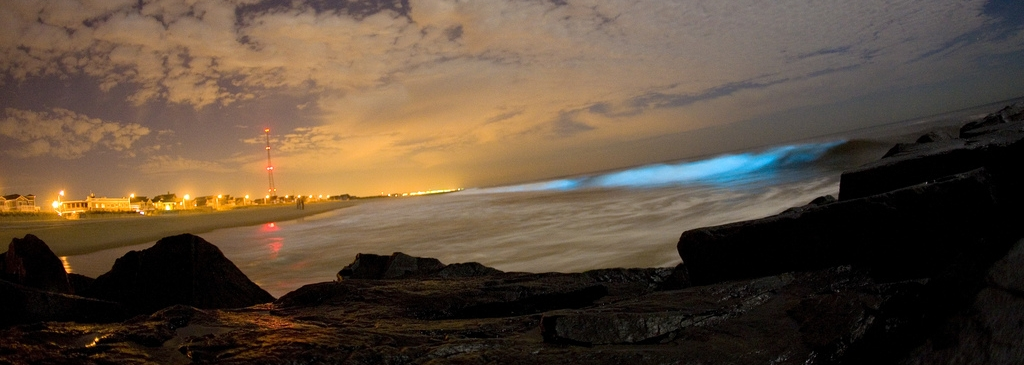
Instantánea tomada en Manasquan
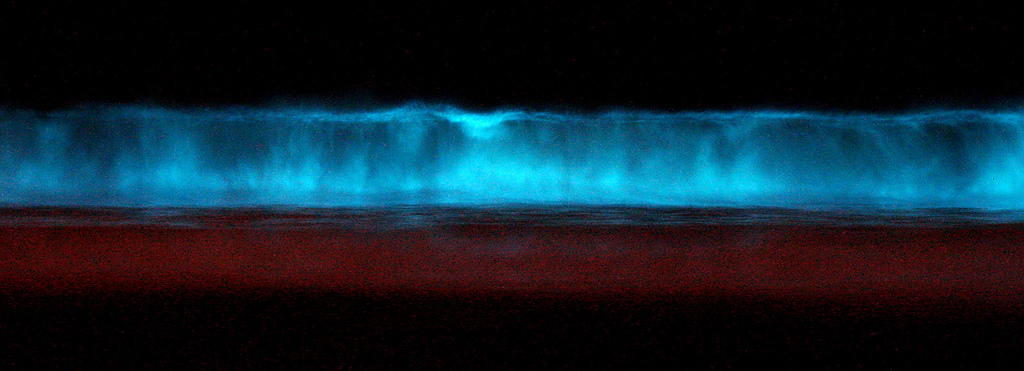
Dinoflagelados activos  cerca de Carlsbad (California, Estados Unidos)
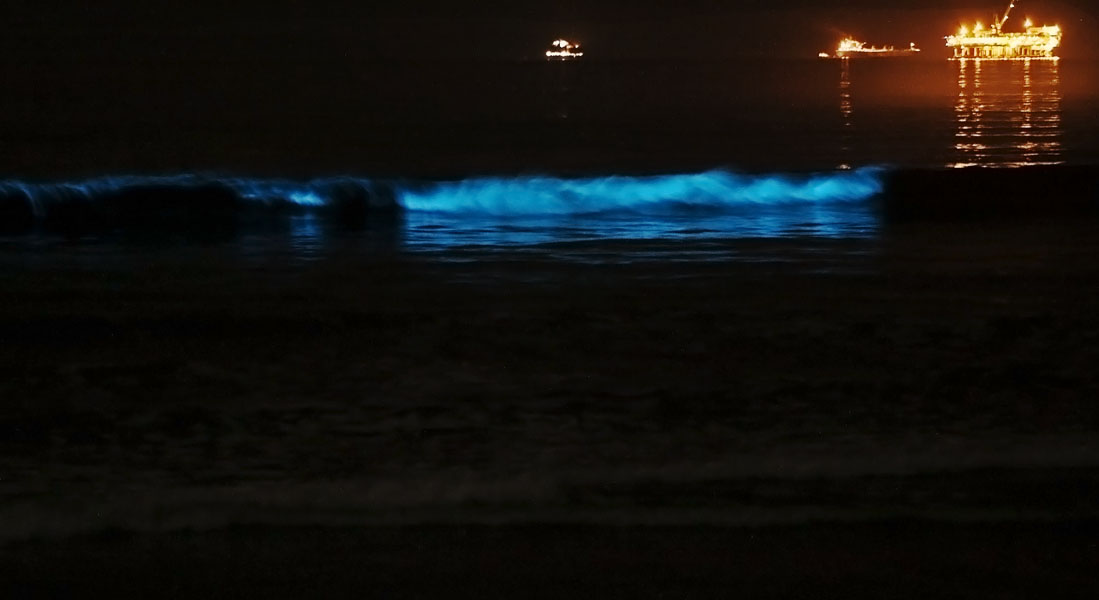
Instantánea tomada en la playa Seal Beach (California, Estados Unidos)

La actividad de la luciferina recae en la base química de un tetrapirrol lineal abierto, que solamente se encuentra en los dinoflagelados (Noctiluca, Gonyaulax, Pyrocystis). Los mares de ardora, los cuales antes de manera errónea se les categorizaba como fosforescentes, se debe gracias a estas algas microscópicas. Las investigaciones del sistema lucifeina-luciferas comenzaron en los finales de 1950 en los dinoflagelados Lingulodinium polyedra por J.Woodland y sus cooperadores.

La luciferina de los dinoflagelados (R= H). de los Euphausiidae (R = OH). Abajo se marca como componente F

Además de la luciferina (LBP) y su correspondiente luciferasa (LCF) de aproximadamente 135 kDa , se requiere una proteína de unión a la luciferina para la emisión de luz. Las LBD son un homodímero (75kDa). La luciferina de esta familia es extremadamente inestable en valores de pH bajos (<pH 4), altas concentraciones de sal o en bajas concentraciones de oxígeno. Se pudo demostrar que las LBD en un pH 8 se unen a la luciferina de los dinoflagelatos, pero no lo hacen en un pH de 6.3. CEsto es para proteger el sustrato hasta que ocurra la reacción, que ocurre mejor a pH 6,3, especialmente porque la luciferasa está inactiva en un ambiente ligeramente alcalino (pH 8,0). Se ha sugerido que la reacción de luciferina con oxígeno ocurre a través de varias etapas intermedias a través de radicales. La reacción se lleva a cabo en orgánulos especiales llamados escintilones. Estos tienen una medida promedio de 0.4 µm y contienen principalmente luciferasa, luciferina y las proteínas de unión. La luz producida por esta reacción aparece azul verdosa (con un punto de máxima excitación a λmax = 390 nm, y de máxima emisión alrededor de λmax = 470 nm). Un intermediiario de la luciferina unido a la enzima sirve como emisor de luz.

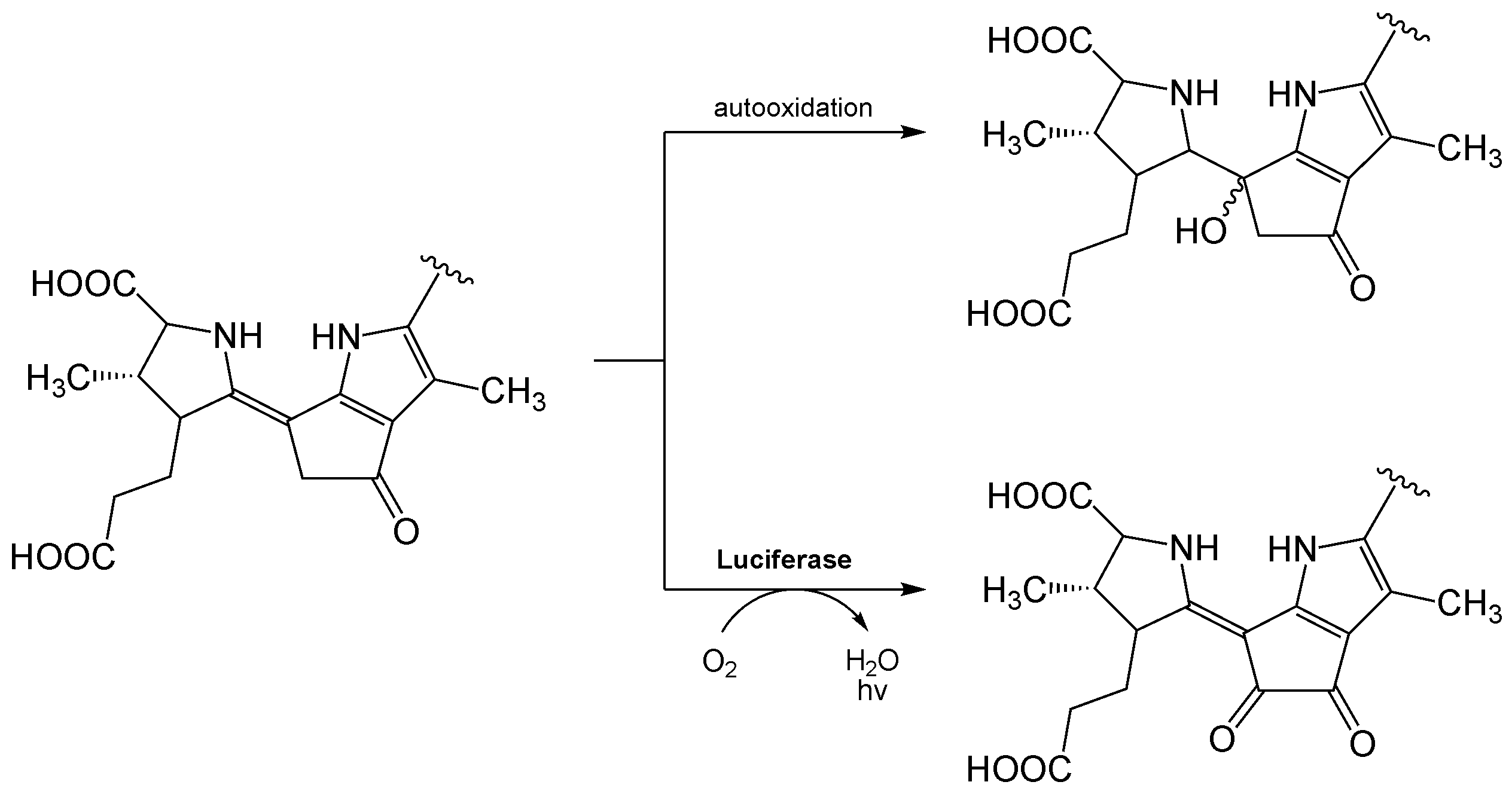
Reacción de bioluminiscencia de la luciferina de los dinoflagelados. En la reacción llamada "lumínica" (abajo) se libera luz bajo oxidación (λ_{max} ≈ 470 nm). Mediante la autooxidación se puede producir una "reacción sin luz" sin luciferasa (arriba), con la que no se emiten fotones.

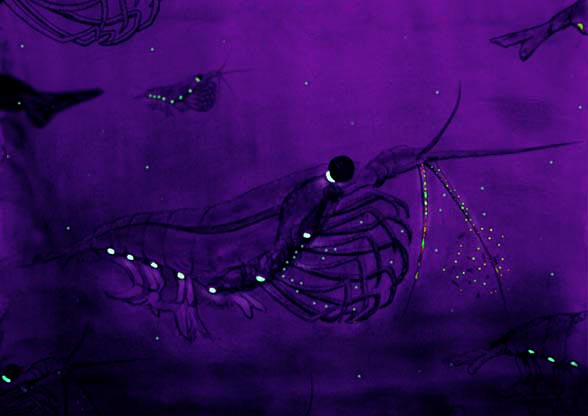
Bioluminiscencia de Euphausia superba, krill antártico.

Hoy en día no se tiene claro si la luciferina se deriva de la clorofila a por la relación que tiene con ella o se sintetiza paso a paso con varios aminoácidos (glicinas y ácido glutámico). Además es paradójico que en la reacción lumínica la oxi-luciferina resultante no sea un fluoróforo.

#### Componente F en el krill
Una luciferina con estructura casi idéntica se encontró en Euphausiidae (krill), por ejemplo en Meganyctiphanes norvegica o Euphausia pacifica. Ahí se les denomina como componente F, que se obtiene por su alimentación. El mecanismo de reacción es como el de los dinoflagelados.

### Flavina, una luciferina bacteriana

Luciferina bacteriana, de una flavín mononucléotida (riboflavina-5-fosfato) reducida.

Bacterias luminiscientes utilizan la flavín mononucleótido (FMNH2, también llamada riboflavina-5-fosfato) para una reacción que libera luz. Pueden ser terrestres (vibrio y xenorhabdus) o marítimas (Beneckea, Vibrio). Aparte, son responsables de bioluminiscencia. Muchos peces de profundidad se encuentran como simbiontes en los fotóforos (photobacterium), que son órganos especiales. Todas las bacterias bioluminiscentes identificadas hasta ahora son Gram-negativas. La más conocida aliivibrio fischeri.
La investigación en bacterias bioluminiscentes tuvo grandes avances en 1950. Los investigadores Milton J. Cormier y Bernard L. Strehler descubrieron que para la reacción se requiere de cuatro factores: a lado de la FMNH2 está una luciferasa, oxígeno molecular y un aldehído de cadena larga de carbono saturada. El aldehído, hexadecanal denominado por su identificación química como factor de corteza de riñón, ya que fue aislado de la corteza de las glándulas suprarrenales de cerdo. Para la reacción se pueden utilizar otros aldheídos como el decanal o el  dodecanal. La siguiente tabla muestra una composición de 40g de bacteria aislada. Se presupone que principalmente se transforma tetradecanal.
| Aldehído                  | P. phosphoreum | A. fischerii |
| ------------------------- | -------------- | ------------ |
| Átomo 10 C (decanal)      | < 1 nmol       | < 1 nmol     |
| Átomo 11C                 | < 1 nmol       | < 1 nmol     |
| Átomo 12C (dodecanal)     | 30 nmol        | 32 nmol      |
| Átomo 13 C                | 6 nmol         | 2 nmol       |
| Átomo 14 C (tetradecanal) | 380 nmol       | 29 nmol      |
| Átomo 15 C                | 6 nmol         | 6 nmol       |
| Átomo 16 C (hexadecanal)  | 180 nmol       | 18 nmol      |
| Átomo 17 C                | < 1 nmol       | 2 nmol       |
| Átomo 18 C                | < 1 nmol       | < 1 nmol     |

La FMNH2 y el aldehído son transformados en dependencia de oxígeno en FMN y un ácido carboxílico, (comparar con esquema):
{\displaystyle \mathrm {FMNH_{2}+O_{2}+R{\text{-}}CHO\longrightarrow FMN+H_{2}O+R{\text{-}}COOH+h\nu } }
Esta reacción es catalizada por la luciferasa bacteriana, una mono-oxigenasa dependiente de flavina. Debido a que ésta oxida de forma simultánea el aldehído a ácido carboxílico, se trata de una oxidasa con función mixta. En todas estas bacterias es la luciferasa un heterodímero con 76±4 kDa. Se compone de una subunidad α y una β (40-42 kDa; 37-39 kDa, respectivamente), que por separadas casi no tienen actividad. El sitio catalítico se encuentra probablemente en la subunidad α. La luciferasa es activa en un rango de pH de 6 a 8.5 (Photobacterium phosphorerum, V. fischeri) o 6 a 9.5  (Benecka harveyi), pero no en temperaturas sobre 30-35 °C. Una crsitalografía de Vibrio harveyi con resolución de 150 pm se llevó a cabo.

Transformación de luciferina bacteriana (FMNH_{2}) bajo el uso de tetradecanal, en un aldehído de cadena larga. R: resto de D-ribosa, que en el átomo 5’-C está fosforilizado.

FMNH2 en soluciones libres es inestable y se oxida fácilmente. Sin embargo al estar unida a la enzima se mejora la estabilidad y por medio de oxígeno sufre en la posición C4a un ataque nucleofílico. con ello se genera 4a-peróxido orgánico, que está presente de manera inusualmente inestable. Este reacciona con el aldehído a peroxihemiacetal, que se descompone a su vez en un ácido graso y 4a-hidroxiflavina. Por último se encuentra en un estado activado y liberando luz se descompone nuevamente en su estado base. Por ello es la 4a-hidroxiflavina el que proporciona la luz. En su estado base se le hidroliza a FMN.

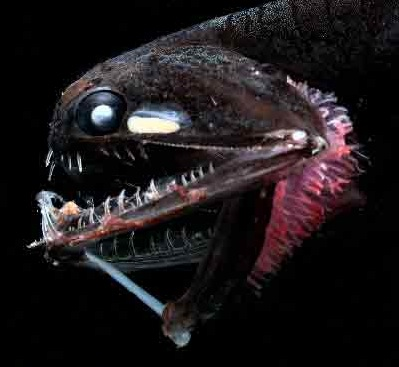
Fotófero del pez de profundidad Photostomias guernei (atrás del ojo).

La reacción catalizada por luciferasa libera luz verdi-azul, que in vitro tiene un máximo de emisión de  λmax = 490 nm. In vivo lo presentó en una longitud de onda de 472 hasta 545 nm. El motivo de ello recae en la transportación de la energía de excitación a la proteína fluorescente vía FRET. Se identificaron dos clases de proteínas: proteína Lumazina (LumPs) fluorescente azul con lumazina como chromóforo (P. phosphoreum, P. fischeri). La segunda clase la conforman las proteínas fluorescentes amarillas (YFPs), que se presentan como chromóforo FMN o riboflavina (P. fischeri Stamm Y-1). Con las LumPs se alcanza el máximo de emisión entre 490nm y 476nm, en las YFPs entre 484nm hasta 534nm. Para la transferencia de energía vía FRET se necesita que en el complejo luciferina-luciferasa estén unidas proteínas fluorescentes. La eficiencia cuántica está entre 0.1-0.16.
LA FMNH2 se gana mediante la riboflavinakinasa con uso de ATP de la riboflavina (vitamina B2). Después de la reacción se regenera la FMNH2 de la FMN por medio de la catálisis una flavinareductasa bajo consumo de NAD(P)H. Debido a que la cantidad de aldehídos en la célula bacteriana (ver tabla de arriba) sólo alcanza para poca bioluminiscencia, se regeneran los aldehídos de manera continua. Se ganan de vuelta de los ácidos grasos productos de la reacción, por el así llamado complejo ácido graso-reductasa bajo consumo de ATP y NAD(P)H.
La reacción tiene un consumo energético alto, para a la regeneración de componentes se utilizan dos moléculas de NAD(P)H y una molécula de ATP. Para ello la reacción debe de ser controlada. La flavinareductas tiene un mayor número de recambio que la luciferas. Con una actividad no controlada se produce demasiada FMNH2. Que por su rápida oxidación se usaría demasiado NAD(P)H. Esto acentúa el por qué de la regulación.

#### Gen-Lux
Todas las proteínas, que tienen alguna relación con la bioluminiscencia son codificadas por así llamado gen-lux. (latín lux: luz). Las subunidades de la luciferasa por los genes luxA y luxB, dónde el gen' luxB 'probablemente se originó de una duplicación del gen' luxA.' Estos genes se lograron clonar de manaera exitosa como marcadores. LuxC,D y E codifican para el complejo ácido graso-reductasa.

### Coelenteracina, el componente químico de muchas especies bioluminiscentes marinas

Estructura de la Coelenteracina.

Mediante el trabajo de Milton J. Cormier con la pennatulacea Renilla reniformis y de Frank H. Johnson en la medusa A. victoria se descubrió la luciferina coelentracina. Está presente en especies bioluminiscentes marinas, por ejemplo con integrantes de Cnidaria, Ctenophora, Mollusca, Arthropoda y Chordata.'''
La coelenteracina no se descubrió en animales terrestres. En algunos casos está presente en organismos que no producen luz, pero en pequeñas cantidades como en Microcina prolifera, pero tampoco tiene luciferasa.

La coelenteracina presenta una estructura básica de imidazolpirazinona y como componente de las emisiones de luz como luciferina. Recurrentemente está unido como cromóforo en fotoproteínas como la aequorina, obelina o la simplectina. Sus derivados también son utilizados por múltiples organismos marinos.

Transformación general de una coelenteracina por su respectiva luciferasa a una coelenteramida.

La coelenteracina sin modificar no es estable en soluciones acuosas neutrales, se oxida fácilmente por el oxígeno del aire. En metanol es más estable, ahí brilla de forma amarilla (ε = 9800 M−1·cm−1, λmax = 435 nm). De manera generar reacciona con el aire a coelenteramidas. Aquí se presenta una descarboxilación y se forma el anión de una coelenteramida. Este también proporciona luz de color azul. Esta reacción puede ser catalizada (bioluminiscencia), pero puede originarse de manera espontánea (quimioluminiscencia). La reacción de bioluminiscencia se da como se muestra en la parte inferior.

#### Mecanismo de acción

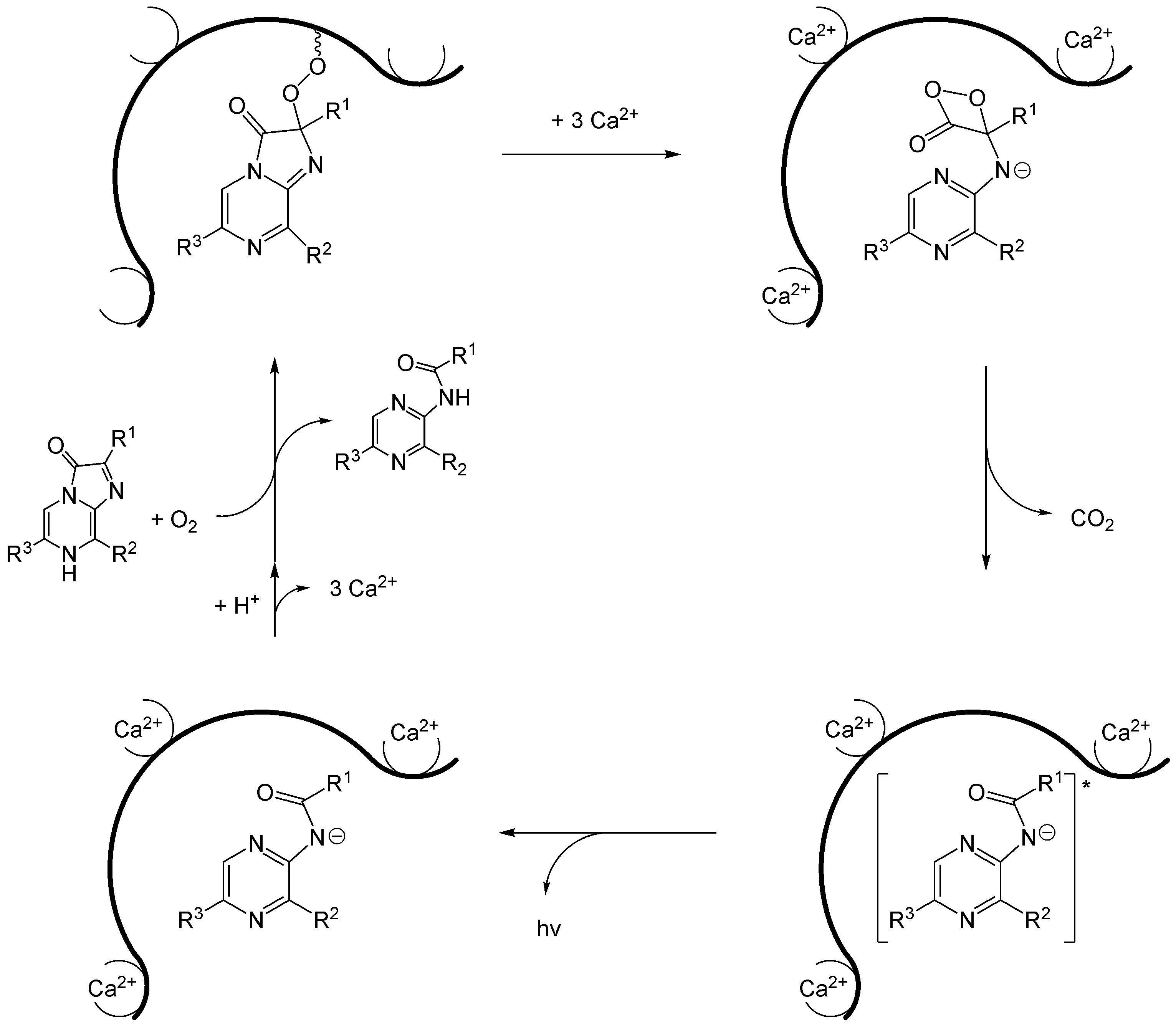
Mecanismo de la bioluminiscencia de Aequorin.

En 1962 se aisló la fotoproteína aequorina de Aequorea victoriay con ello en 1974 se identificó a la coelenteracina como luciferina. Cómo corre el mecanismo del sistema luciferina-luciferasa con imidazopirazinona, se demostró en el 2000 con A. victoria. Aquí juega un papel muy importante la aequorina. Es una fotoproteína y se encuentra en el margen de la pantalla de la medusa. En ella se une la coelenteracina por un puente de peróxido con la parte proteica. Como resultado lleva la fotoproteína consigo al agente O2. En la forma unida a enzima la coelenteracina puede ser guardada por mucho tiempo. La aequorina tiene tres sitios de unión para iones de calcio. Cuando se unen los iones se cambia la conformación de la proteína de tal manera que una reacción intramolecular se activa con la coelenteracina. Esta reacciona a una anillo de dioxetano insetable, que al liberar CO2 se forma el anión de coelenteramida. Después de relajación de la estructura base se liberan fotones con longitud de onda de λmax = 465 nm. Debido a esta luz azul se le conoces a esta proteína como( proteína azul fluorescente) (BFP). La fotoproteína se regenerará de la coelenteracina y oxígeno molecular.
Sin embargo laAequorea victoriano fluoresce, sino verde. Esto se debe a que la BFP transporta la energía de la reacción a una proteína verde fluorescente (GFP).

#### Luciferina-Watasenia
El calamara bioluminiscente de profundidades marítimas Watasenia scintillans se describió por primera vez en 1905 (ahí todavía como Abraliopsis scintillans). Presenta muchos fotóforos en el cuerpo, que brilan como estrellas azules. Para la reacción es necesaria una coelenteracina modificada. Ésta es un disulfato de coelenteracina y fue aislada en 1976 del calamar vivo. Se le conoce como luciferina-Watasenia. En soluciones acuosas neutrales es inestable y lleva a la auto-oxidación (quimioluminiscencia), lo que es inducido por peróxido de hidrógeno e iones de hierro (II). En soluciones acuosas fluoresce de manera fuerte (λmax = 400 nm).
La luciferina watasenia es transformada por una luciferasa membranal, que no se ha asilado y que libera su luz azul (λmax = 470 nm). La reacción tiene un pH óptimo de 8.8 y una temperatura óptima de 5 °C y utiliza oxígeno molecular, ATP, Mg2+. La eficiencia cuántica es de 0.36. Para el mecanismo de acción se propuso que la luciferina por medio de ATP se adeniliza y así se puede unir la luciferasa. La reacción continúa hacia un anillo de dioxetanón y finalmente se forma el anión de coelenteramida. Se genera luz entre 400 bis 580 nm (λmax = 470 nm).

#### Luciferina-Vargula
Los crustáceos Ostracoda de la especieVargula hilgendorfii (también hasta 1962 señalados como Cypridina hilgendorfii) cortan un fluido luminiscente en el agua del mar cuando se sienten amenazados. Invesitgaciones bioquímicas sobre el sistema luciferina-luciferasa se condujeron a principios de siglo XX por Harvey.

La luciferina, vargulina se asiló en 1957 y en 1966 se identificó como un componente de imidazolpiracina. Es soluble en agua, metanol y en soluciones alcohólicas. La vargulina tiene en soluciones neutrales un color amarillo y en metanol presenta un máximo de absorción en λmax = 432 nm con un coeficiente de extinción molar de ε = 9000  M−1·cm−1. En soluciones acuosas es fácil de fluorescer (máximo de excitación en λmax = 540 nm). Es muy inestable y se oxida por oxígeno del aire, pero también por plomo (IV). Por ello se puede enviar luz para que en medios orgánicos como diglime se produzca la quimioluminiscencia.

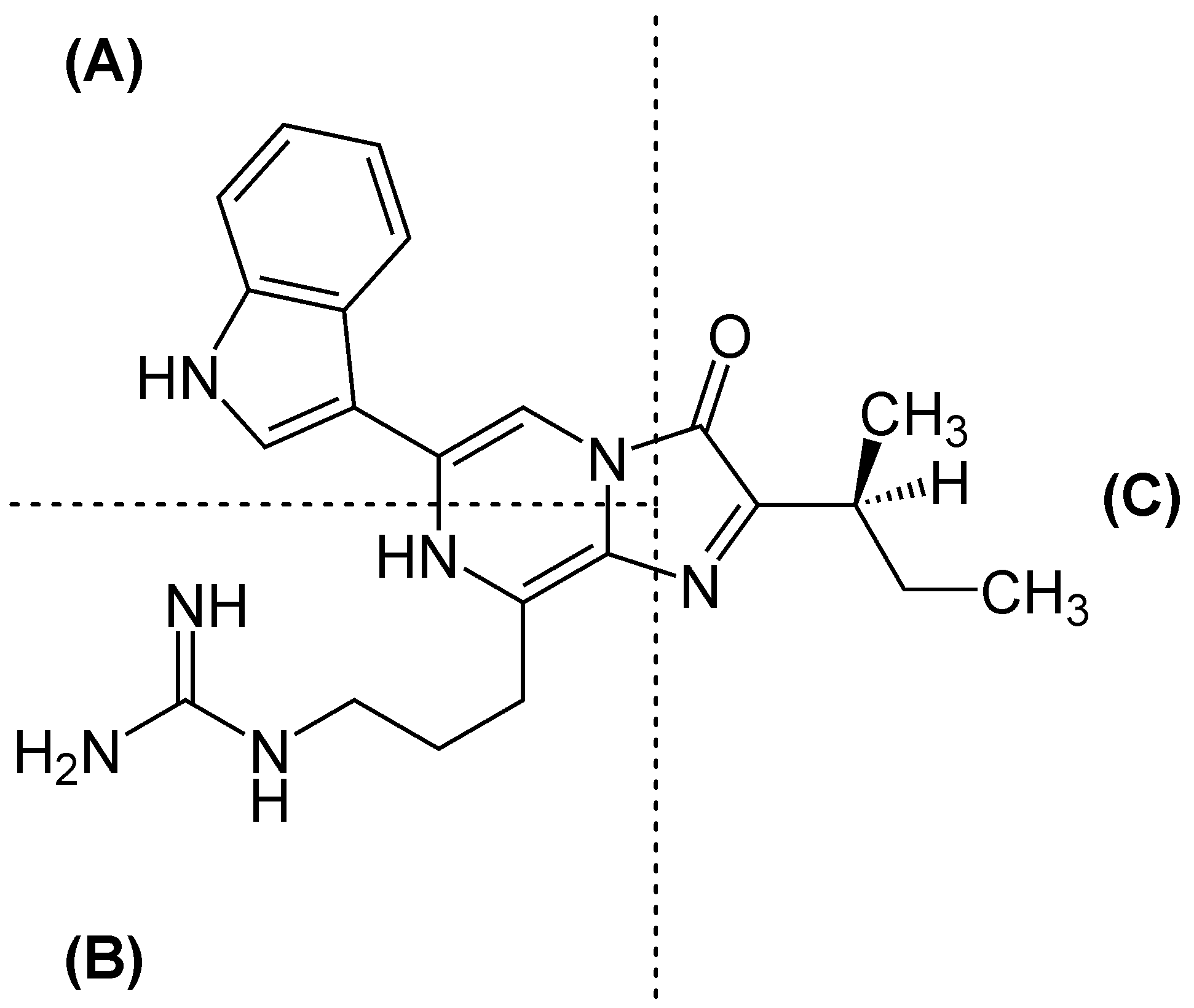
La luciferina de Vargula hilgendorfii está confromada por tripófano (A), una arginina (B) y así como unidades de isoleucina (C). En la literatura se propuso que en lugar de „Cipridina-Luciferina“ se le llamara „Cipridinida-Luciferin“ o „Vargula-Luciferina“

En los curstáceos se transforma la vargulina por la luciferasa en coelenteramida, la oxiluciferina, donde luz azul se libera (λmax = 463 nm). La luciferasa es un monómero de 60-70 kDa de grande con 555amino ácidos. Contiene muchas cisteínas y es una proteína ácida (punto isolélectrioco de 4.35).

Etioluciferina, un producto de la hidrólisis de vargulina. De la cual no se obtiene luz.

En la reacción de bioluminiscencia la vargilina se une a la luciferasa y se oxigena en el átomo C2. Así se genera peroxidanión, que se cicla en un anillo de dioxetanón. Este se descarboxila de manera espontánea y forma la coelenteramida, que se encuentra en un estado activado. Después de liberar fotones se descompone en la su forma base de oxiluciferina. El que proporciona la luz es la oxiluciferina unida a la luciferasa. La eficiencia cuántica es de Q=0.30. Como reacción secundaria se forma de 10 a 15% de etiolucifeirina, de la cual no se genera luz.
En 1966 se sospechaba que la luciferina se conformaba de L-arginina, L-isoleucina y L-triptófano. Cada vez se tiene más evidencia de ello.

#### Coelenteracina deSymplectoteuthis oualaniensis

Coelenteracina, que se utiliza en algunos calamares como luciferina.

El Symplectoteuthis oualaniensis (nombre japonés Tobi-ika) es un calamar ampliamente distribuido en los océanos Pacífico e Índico. Los primeros estudios sobre bioluminiscencia se abrieron en 1981. El calamar establece la Coelenteracina a través de una fotoproteína especial, que se le conoce como "simplectina". Ahí está unida covalentemente sobre la cisteína como otras proteína chromófras (aequorina, obelina). Que por la descoposición emanan luz azul, se obtuvieron diferentes máximos de emisión (456 nm, 470 nm, 480 nm). Como en los casos anteriores la Coelenteracina unida se oxigena en el átomo C2, después de la reacción lumínica se genera coelenteramida y Apo-"simplectina". Finalmente se regenera a simplectina por la molécula Coelenteracina.
El calamar relacionado Symplectoteuthis luminosa (nombre japonés Suji-ika) presenta también bioluminiscencia. Los componentes de mecanismo son iguales. Del hígado del calamar se pueden asilar grandes cantidades de coelenteracina.

## Sistemas luciferina-luciferasa no clásicos

### La luciferina-Latia
En el caracol de agua dulce neozelandés (Latia neritoides) se presenta luciferina, la cual es un aldehído terpenoide y se le llama luciferina-Latia. La luciferina es un fluido muy hidrofóbico, soluble en grasas e incoloro. Su máximo de absorción es de λmax = 207 nm, su coeficiente de extinción molar es de bei 13,700 M−1. Como es inestable puede hidrolisarse en aminoácidos y un aldehído. Sin embargo para la última reacción de bioluminiscencia no está activo. Si el grupo enol-formil es reemplazado por un grupo enol-éter, la luciferina no estaría activa.
La luciferina-Latia se cataliza a una cetona (oxy-luciferina) por una luciferasa (EC 1.14.99.21) de 173 kDa, incolora y no fluorescente. Es un homohexámero, cuyas subunidades están cerca de 30 kDa.
Para la reacción se utiliza junto con la luciferina, la luciferasa y oxígeno un cofactor, la proteína púrpura fluorescente. Esta brilla de color rojo aparenta ser una especie de activador para la reacción lumínica. Para ello no es indispensable ya que se le puede sustituir por ascorbato y NADH. También sin la proteína púrpura puede correr la reacción. Con la reacción se forma de por molécula de luciferina, agua y oxígeno una molécula oxidada de luciferina y dos moléculas de ácido fórmico:
{\displaystyle \mathrm {Ln+O_{2}+H_{2}O\longrightarrow ox{\text{-}}Ln+2\ HCOOH+h\nu } }
Con ello se libera luz, con máximo de emisión en λmax = 536 nm. Por consiguiente la mucosidad del caracol, que por ejemplo es secretada por estímulos mecánicos, brilla con tono verde oscuro. La eficiencia de la reacción es muy pequeña ya que la eficiencia cuántica es Q=0.003 /25 °C) y 0.0068 (8 °C). Para elevarlos se le puede añadir a la reacción ascorbato (1mM) y NADH (0.25mM) para incrementarlo a 0.009 (25º). Aunque también se generan subproductos como lo estipula la ecuación siguiente:
{\displaystyle \mathrm {Ln+2\ O_{2}+XH_{2}{\xrightarrow {NADH,Ascorbat}}ox{\text{-}}Ln+HCOOH+CO_{2}+X+H_{2}O+h\nu } }
Si en la reacción se forma como intermediario el anillo de dioxetano todavía se discute. La oxy-luciferina que se genera no es un fluoróforo en comparación con la que se forma en las luciérnagas. Se sospecha que en esta reacción energía libre se transfiere al emsisor real, una flavina unida a proteína o a un grupo parecido a la flavina.

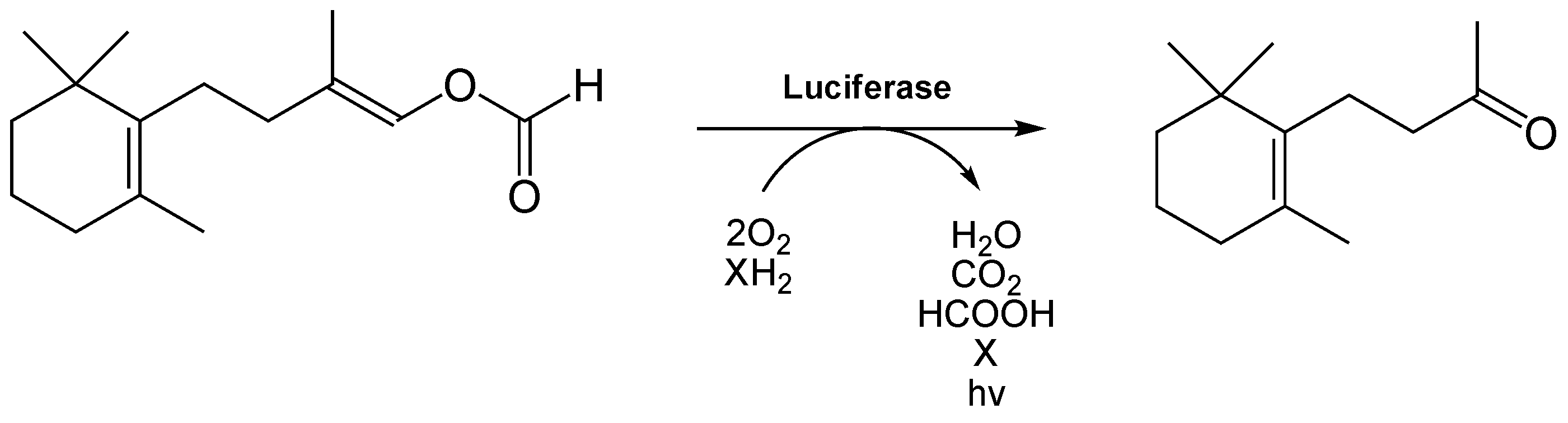
La reacción de la luciferina de Latia neritoides. El componente reducido X así como el proporcionador de luz real de la reacción se desconocen.

### Luciferina deDiplocardia longa
La luciferina del gusano Diplocardia longa es un aldehído simple, el N-isovaleril-3aminopropanal. Es soluble en soluciones polares (metanol, etanol, acetona, metilacetato), pero no en no polares como el hexano o cloruro de carbono (IV). Lo particular de la reacción bioluminiscentes es que en lugar de oxígeno molecular se utiliza peróxido de hidrógeno. La luciferasa correspondiente es de 300kDa, la enzima fuertemente asimétrica es la forma activa, un auducto de peróxido. La luciferas utiliza seguramente cobre, se emana luz verdi-azul (λmax = 507 nm). No se sabe cuál es el propósito de la bioluminiscencia en los guasnos de manera general. También aquí falta identificar al verdadero emanador de luz.
La eficiencia cuántica de la reacción es Q=0.002, bastante baja.

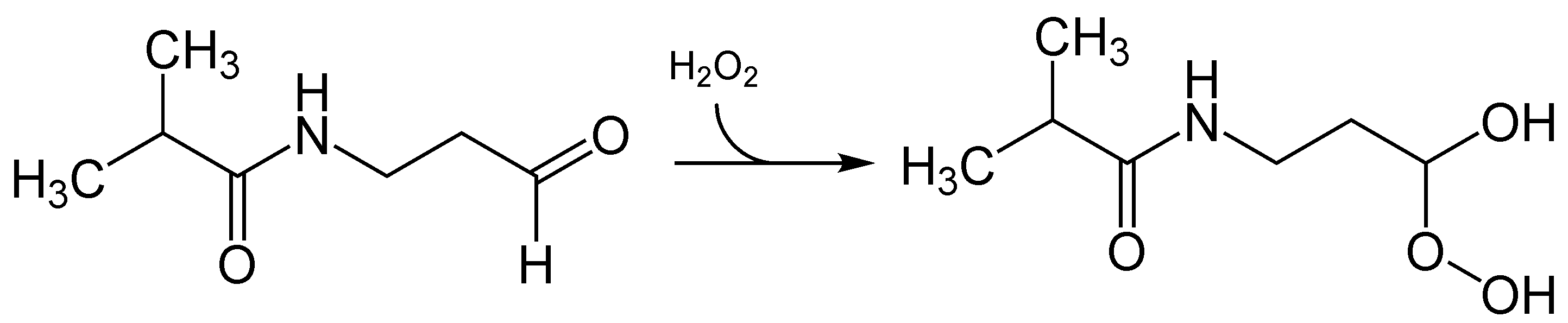
Contrario a la mayoría de las luciferinas, la del gusano Diplocardia longa utiliza peróxido de hidrógeno para oxidarse y transformarse por la lucifersa, en presencia o no de oxígeno.

### Luciferina deFridericia heliota

Estructura de la luciferina de Fridericia heliota.

En Siberia se descubrió en un Oligochaeta, Fridericia heliota, 'un pequeño gusano de tierra (15mm de largo y 0.5 mm de ancho, 2mg de peso), una bioluminiscencia azul(λmax = 478 nm).  Esta ocurre por contacto o irritación mecánica en las células epidermales. El sistema luciferina-luciferasa es único, no reacciona como los otros sistemas conocidos. Para la reacción se necesita aparte de oxígeno, ATP y Mg2+.

## Aplicaciones

### Diagnóstico
Con la ayuda de los sistemas luciferina-luciferasa de las luciérnagas se puede probar la ausencia de ATP de manera rápida. Esto se utiliza principalmente en la industria alimentaria, para detectar contaminaciones bacterianas, ya que el ATP sólo está presente en organismos vivos que se pueden ver por bioluminiscnencia en los alimentos.
Debido a que la reacción de aequorina es dependiente de calcio, se puede medir la concentración de calcio. Esto se utilizó por primera vez en 1967, para detectar con ayuda de aequorinas cambios en las concentraciones de calcio intracelulares de células musculares. Después de la clonación de aequorina en bacterias se pudo medir la concentración de calcio en la citosol bacteriano. Aparte es posible, clonar la aequorina en células eucarióntes. Así se puede por ejemplo medir la concentración en el citosol de calcio en plantas transgénicas  después de un contacto con la planta o después de un shock de frío.

### Técnica genética/biotecnología
Las luciferasas se utilizan en biología molecular como marcadores: organismos que obtuvieron el gen y que lo introdujeron en su genoma, brillan al administrarles luciferina. De este modo se puede comprobar si la introducción de los genes al organismo fue exitosa. Se une el gen de interés con uno que codifica para luciferasa, así con un gen reportero se pueden identificar regiones promotoras del genoma. De manera comercial se utiliza más el gen que codifica para la luciferasa de Photinus pyralis y  para Renilla reniformis. Ambas enzimas vienen con el mismo enfoque de uso ("Dual-luciferase-assay").
A través de la reacción lumínica,  es posible medir interacciones proteína-proteína, señales en procesos de transducción de señal y la actividad de receptores celulares.
Para organismos modelo con animales vivos (Bioimaging), se utilizan reporteros de luciferasa. En el campo de investigación oncológica con ayuda de marcadores se puede ver el crecimiento tumoral o seguir el desarrollo de metástasis. También se puede visualizar en animales vivos la expresión de proteínas por los sistemas de luciferina-luciferasa.

## Literatura
- Osamu Shimomura: Bioluminescence: Chemical Principles and Methods. Word Scientific Publishing Company 2006; ISBN 981-256-801-8.
- T. Wilson and JW. Hastings (1998): Bioluminescence, in: Annu. Rev. Cell Dev., 14; 197–230; PMID 9891783.
- Greer III., LF. und Szalay, AA. (2002): Imaging of light emission from the expression of luciferases in living cells and organisms: a review, in: Luminescence, 17, 43–74; PMID 11816060; doi 10.1002/bio.676.
- K. Teranishi (2007): Luminescence of imidazo[1,2-a]pyrazin-3(7H)-one compounds, in: Bioorg Chem., 35(1); 82–111; PMID 17007903.
- Thérèse Wilson und J. Woodland Hastings: Bioluminescence: Living Lights, Lights for Living. Harvard University Press. 2013; ISBN 978-0674067165

## Video
- Youtube: Oxidação da Luciferina - Bioluminescência

- Datos: Q369745
- Multimedia: Luciferins / Q369745